# Callitettix proximus
Callitettix proximus är en insektsart som först beskrevs av Walker 1851.  Callitettix proximus ingår i släktet Callitettix och familjen spottstritar. Inga underarter finns listade i Catalogue of Life.